# Hanns Radau
Hanns Radau (eigentlich Johannes Conrad Radau; * 24. März 1901 in Teistimmen, Ostpreußen; † 18. Dezember 1960 in Itzehoe) war ein deutscher Lehrer, Schriftsteller und Bildhauer.

## Leben
1906 übersiedelte die Familie nach Braunsberg in Ostpreußen (dem heutigen Braniewo), wo er bis 1915 die Volksschule besuchte, von 1915 bis 1921 die Präparandenanstalt sowie das Lehrerseminar absolvierte und seine erste Lehrerprüfung ablegte. Ab 1922 arbeitete er als Lehrer an der freien Schule in Dinslaken, bis die Schule 1933 durch die Nationalsozialisten aufgelöst wurde. 1926 heiratete Hanns Radau und 1931 wurde seine erste Tochter geboren. Von 1934 bis 1940 war Hanns Radau in Rheydt als Lehrer tätig. In dieser Zeit entstanden auch erste Holzplastiken. Von 1940 bis 1945 war er als Lehrer in Gdingen, dem heutigen Gdynia, angestellt. Seit 1943 diente er als Soldat und geriet 1945 während des Rückzugs nach Schleswig-Holstein in englische Gefangenschaft, von wo er im gleichen Jahr nach Itzehoe in Schleswig-Holstein entlassen wurde. Dort war er von 1946 bis 1960 als Lehrer und Konrektor (ab 1953) an einer Volksschule tätig und nahm seine bildhauerische Tätigkeit wieder auf (Gründungsmitglied des Steinburger Künstlerbundes im Jahre 1945). 1950 heiratete er zum zweiten Mal (1951 Geburt der zweiten Tochter). Die Jahre in Itzehoe waren sowohl beruflich als auch künstlerisch von intensiver Arbeit geprägt. Am 18. Dezember 1960 verstarb Hanns Radau in Itzehoe an den Folgen einer schweren Krankheit.

## Holzbildhauer
Hanns Radau war Autodidakt. In den Jahren 1934 bis 1939 entstanden einige Werke, bei denen er sich an Ernst Barlach orientierte, bis er sich mehr und mehr von dieser Art der Darstellung löste und eigene Wege suchte. Das Plastische trat deutlicher in den Vordergrund, die „Rundplastik“, die frei im Raum steht und von allen Seiten durchgestaltet ist. Er wandte sich der Abstraktion zu, die mehr an Henry Moore erinnert. Zwischen 1946 und 2001 hatte er mehrere Gruppenausstellungen (Künstlerbund Steinburg; Bund bildender Künstler Schleswig-Holstein; Gruppe 56, deren Gründungsmitglied er unter anderem zusammen mit Gottfried Brockmann, Willy Knoop, Curt Stoermer, Gerhart Bettermann, Carl Lambertz und Werner Rieger war) und Einzelausstellungen.

## Schriftsteller
Neben seinem Beruf als Lehrer begann Radau schon früh, sich schriftstellerisch zu betätigen. Er versuchte sich auf allen literarischen Feldern, schrieb Gedichte, Schauspiele und Hörspiele. Das Hörspiel „Bob Corner und die Stimme Gottes“ wurde bei einem Wettbewerb des Bayerischen Rundfunks ausgezeichnet und dort und von Radio Wien ausgestrahlt. Am erfolgreichsten war Radau jedoch auf dem Gebiet der Gattung Jugendbuch, die er erst spät in Angriff nahm. Insgesamt erschienen in den Jahren seit 1955 bis zu seinem Tod im Jahr 1960 sieben Bücher. Zwei dieser Werke wurden in die Bestenliste zum Deutschen Jugendbuchpreis aufgenommen.
Etliche der Bücher wurden ins Niederländische, Tschechische, Portugiesische, Spanische, Englische und Afrikaans übersetzt und so auch außerhalb Europas bekannt.

### Ausstellungen (Auswahl)
- 1948: Hamburg (Künstlerbund Schleswig-Holstein)
- 1950: Kiel (Deutsche Bildhauer der Gegenwart/Kunsthalle Kiel)
- 1952: Schleswig/Gottorf (Neue Kunst in Schleswig-Holstein/Landeskulturverband Schleswig-Holstein)
- 1955: Lübeck/Overbeckgesellschaft
- 1956: Berlin (Kulturtage Berlin – Schleswig-Holstein); Greifswald; Braunschweig; Schleswig
- 1958: Schleswig: Kulturtage – Ensemble-Ausstellung:Verband Bildender Künstler der DDR – „Gruppe 56 – Schleswig-Holstein“
- 1961: Lübeck (Curt Stoermer – Hanns Radau/Behnhaus)
- 1961: Kiel (Brockmann - Knoop -Radau)
- 1961: Itzehoe (Gedächtnisausstellung)
- 1966: Flensburg/Tondern/Pforzheim/Dresden/Stralsund (Gruppe 56)
- 1967: Hamburg (Gruppe 56)
- 1977: Itzehoe (30 Jahre Künstlerbund – Jubiläumsschau)
- 1987: Hamburg-Wellingsbüttel (Jürgen Brandes – Hanns Radau/Kulturkreis Torhaus)
- 1991: Itzehoe (Einzelausstellung/Kreismuseum)
- 2002: Itzehoe (Wiederbegegnungen/Ausstellungen im Kunsthaus Reichenstraße)

### Bücher
- Aya, lauft ihr Hunde. Hoch-Verlag, Düsseldorf 1955.
- Großer Jäger Little Fox. Hoch-Verlag, Düsseldorf 1957.
- Illampu – Abenteuer in den Anden. Hoch-Verlag, Düsseldorf 1958.
- Drei im Hurrikan. Hoch-Verlag, Düsseldorf 1958.
- Notlandung im Urwald . Hoch-Verlag, Düsseldorf 1959.
- Letzter Häuptling Little Fox. Hoch-Verlag, Düsseldorf 1959
- Im Banne des Amazonas. Hoch-Verlag, Düsseldorf 1960.
- Little Fox Jäger und Häuptling. Verlag Dieter Frieß, 2005, ISBN 3-00-017404-4
- Drei im Hurrikan. Verlag Dieter Frieß, 2006, ISBN 978-3-9810928-0-6